# Pierre Maleden
Pierre Prosper Maleden, né à Limoges le 11 août 1800 et mort à Paris 1er le 31 janvier 1871, est un compositeur, théoricien et professeur de musique.

## Biographie
Pierre Maleden reçoit sa première éducation musicale à Limoges et y donne ensuite ses premiers enseignements. Afin d'acquérir une formation plus solide pour remplir sa mission, en 1828, il se rend à Paris pour suivre les cours de Fétis. Après 18 mois de leçons et de conversations, Maleden se rend en Allemagne pour comparer les méthodes d'apprentissages auprès de Gottfried Weber à Darmstadt avec qui il approfondit l'art de Jean-Sébastien Bach. Son séjour à Darmstadt se prolonge jusqu'en 1831. À son retour en France, il fonde une école de musique dans sa ville natale. Le succès qu'il obtint le décida à aller enseigner l'harmonie et le contrepoint à Paris, où il se fixa en 1841. Il y forma de nombreux élèves dont les plus célèbres sont cités ci-dessous.
Dans la théorie de Maleden, les accords ne sont pas considérés seulement en eux-mêmes, mais d'après les degrés de la gamme sur laquelle ils sont placés. Cette méthode, différente de celle enseignée au Conservatoire de Paris, sera reprise, entre autres, par les professeurs de l'école Niedermeyer.
Il est, entre autres, le professeur de Camille Saint-Saëns, Louis Moreau Gottschalk, Édouard Broustet et Gustave Lefèvre.
Il est, après Catel, Reicha et Fétis une figure importante de la théorie de la musique.

## Ouvrages pédagogiques
- Introduction d'une revue des études et de l'enseignement, 1841.
- Les sept clés rendues faciles, 1843.
- Du contrepoint et de son enseignement, considérés en eux-mêmes et dans leurs rapports aux études de la composition musicale, 1844.

### Sources
- Dictionnaire de la musique en France au XIXe siècle sous la direction de Joël-Marie Fauquet (Fayard)
- Biographie universelle des musiciens de François-Joseph Fétis